# Брана Бајић
Брана Бајић је телевизијска глумица. Појавила се у The Bill, Randall and Hopkirk и Trial and Retribution, Trial and Retribution. Њена последња улога била је Марта у The Bletchley Circle. Њен муж је глумац Дејвид Трелфол.

## Филмографија
- The Bletchley Circle (2014) (TV)
- Silent Witness (2013) (TV)
- New Tricks (2012) (TV)
- All the Small Things (2009) (TV)
- Casualty (2008) (TV)
- Apparitions (2008) (TV)
- Shameless (2005) (TV)
- Trial & Retribution VIII (2004) (TV)
- A Line in the Sand (2004) (TV)
- The Bill (2003) (TV)
- Stranded (2002) (TV)
- Randall and Hopkirk (2001) (TV)
- In the Beginning (2000) (TV)
- CI5: The New Professionals (1999) (TV)
- Food for Ravens (1997) (TV)
- Bugs (1995) (TV)
- The Chief (1994) (TV)
- Anna Lee (1994) (TV)